# Martin Vogler (Politiker, 1928)
Martin Vogler (* 21. Juni 1928 in Thalheim/Erzgeb.; † 6. Juni 2015) war ein deutscher Politiker (CDU).

## Leben
Nach Besuch der allgemeinbildenden Schule in seiner Heimatstadt Thalheim besuchte Vogler die Beamtenschule in Geyer, die er 1944 abschloss. Er wurde zum Reichsarbeitsdienst herangezogen. Nach dem Ende des Zweiten Weltkriegs studierte er an der Ingenieur-Schule in Nordhausen. Bis 1990 war er Technischer Leiter der LPG Gornsdorf. Er trat 1985 in die CDU der DDR ein. Nach der Wende wurde er im Juni 1990 zum Bürgermeister der Stadt Thalheim gewählt. In seine Amtszeit fällt die Begründung der Städtepartnerschaft mit dem Markt Roßtal in Mittelfranken. Er hatte das Amt bis 1994 inne.
Bei der Landtagswahl in Sachsen 1990 kandidierte er auf der Landesliste der CDU Sachsen, verpasste auf Listenplatz 87 aber zunächst ein Mandat. Nach dem Ausscheiden von Eckhard Weigel zog er am 2. März 1992 als Nachrücker in den Sächsischen Landtag ein, dem er bis zum Ende der 1. Wahlperiode 1994 angehörte.